# Thamithericles tanzaniae
Thamithericles tanzaniae är en insektsart som beskrevs av Marius Descamps 1977. Thamithericles tanzaniae ingår i släktet Thamithericles och familjen Thericleidae. Inga underarter finns listade i Catalogue of Life.